# Cantón de Vénissieux-Norte
El cantón de Vénissieux-Norte era una división administrativa francesa, que estaba situada en el departamento de Ródano y la región de Ródano-Alpes.

## Composición
El cantón estaba formado por una fracción de la comuna que le daba su nombre:
- Vénissieux (fracción)

## Supresión del cantón de Vénissieux-Norte
En aplicación del Artículo L3611-1 del código general de las colectividades territoriales francesas, el cantón de Vénissieux-Norte fue suprimido el 1 de enero de 2015 y la totalidad de su comuna pasó a formar parte de la Metrópoli de Lyon.